# Jim Gordon

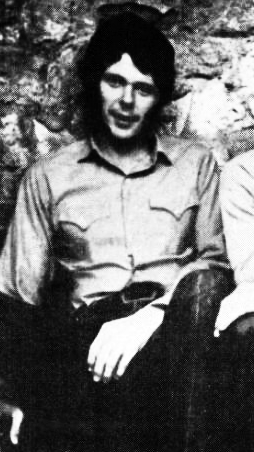
Jim Gordon (1971)

Jim Gordon (* 14. Juli 1945 in Los Angeles, Kalifornien; † 13. März 2023 in Vacaville, Kalifornien; eigentlich James Beck Gordon) war ein Grammy-ausgezeichneter US-amerikanischer Schlagzeuger und Songwriter. Bekannt ist er insbesondere als Mitglied der von Eric Clapton im Jahr 1970 gegründeten Rockband Derek and the Dominos sowie als Co-Autor des Stücks Layla.

## Leben
Seine Karriere als Schlagzeuger begann 1963, als er für die Everly Brothers zum Einsatz kam. In der Folgezeit wurde er ein vielgefragter Studiomusiker und spielte auf zahlreichen Alben namhafter Stars und Bands, unter anderem auf Pet Sounds der Beach Boys und Imagine von John Lennon.
Zwischen 1969 und 1970 tourte er mit der Band Delaney & Bonnie. Zu dieser Zeit spielte dort auch Eric Clapton, der in der Folge die komplette Rhythmusgruppe, bestehend aus Gordon, Bassist Carl Radle und Keyboarder Bobby Whitlock, in seine neue Band Derek and the Dominos übernahm. Hierdurch kam auch die Mitwirkung Gordons am Album All Things Must Pass von George Harrison zustande.
Auf dem ersten und einzigen Album Layla and Other Assorted Love Songs (1970) spielte Gordon nicht nur das Schlagzeug, sondern auch das Piano auf dem Titelstück Layla, welches er zusammen mit Clapton geschrieben hatte. Noch bevor das zweite Album aufgenommen worden war, trennten sich Derek and the Dominos bereits ein Jahr später wieder, u. a. bedingt durch den Tod von Duane Allman.
1970 tourte Gordon mit Joe Cocker, 1971 mit Traffic, 1972 mit Frank Zappa. Auf dem 1974er Zappa-Album Apostrophe (’) wirkte er am Titelstück als Schlagzeuger und Songwriter mit. Fester Schlagzeuger einer Band war er zwischen 1973 und 1975 bei der Souther-Hillman-Furay Band. Laut des Jazz-Diskografen Tom Lord war Gordon zwischen 1966 und 1995 an 26 Aufnahmesessions beteiligt, u. a. bei Lou Rawls, King Curtis, Ben Sidran, Larry Carlton, T-Bone Walker, Tom Waits, Marlena Shaw, Joan Baez (Diamonds and Rust), Freddie King, Melanie Safka (Photograph) und Terry Adams.
Ende der 1970er Jahre begann sich Gordon über Halluzinationen zu beklagen, er glaubte, Stimmen in seinem Kopf zu hören. Da sich sein Zustand nicht besserte, zog er sich 1981 aus der Öffentlichkeit zurück. 1984 wurde er wegen Mordes an seiner Mutter, die er mit einem Messer erstach, zu mindestens 16 Jahren Gefängnis verurteilt. Nach der blutigen Gewalttat gab Gordon an, imperative Stimmen gehört zu haben, die ihm diesen Mord befohlen hätten. Seine Entlassung wurde ihm mehrfach verweigert.
Jim Gordon starb am 13. März 2023 im California Medical Facility, einer medizinischen und psychiatrischen Anstalt in Vacaville, im Alter von 77 Jahren.
Der Rolling Stone listete ihn 2016 auf Rang 59 der 100 größten Schlagzeuger aller Zeiten. Jeff Porcaro, Schlagzeuger der Band Toto, zählte Gordon zu seinen Vorbildern.

## Diskografie als Studiomusiker (Auszug)
- Duane Allman Anthology
- Joan Baez From Every Stage; Diamonds and Rust; Gulf Wind
- The Beach Boys Good Vibrations; Spirit of America; Pet Sounds
- The Byrds The Notorious Byrd Brothers
- The Carpenters Kind of a Hush; Horizon
- Eric Clapton Layla and Other Assorted Love Songs; Derek & the Dominos in Concert; Derek & the Dominos - Live at the Fillmore;
- Joe Cocker Mad Dogs & Englishmen
- Alice Cooper Alice Cooper Goes to Hell
- Crosby, Stills, Nash & Young Box Set
- Neil Diamond Beautiful Noise
- Donovan To Susan on the West Coast Waiting; Atlantis; Life Is a Merry-go-Round; Yellow Star; Operating Manual for Spaceship Earth; Lazy Daze
- Everly Brothers Heartaches & Harmonies
- Art Garfunkel Angel Clare
- Hall & Oates Bigger than the Both of Us
- George Harrison All Things Must Pass, Extra Texture (Read All About It); Living in the Material World
- Jim Henson The Muppet Movie
- John Lee Hooker Endless Boogie
- B.B. King In London; The Best of B. B. King
- John Lennon Imagine; Some Time in New York City
- Gordon Lightfoot Sundown; Gord’s Gold; Cold On The Shoulder
- Manhattan Transfer Pastiche; Anthology: Down in Birdland
- Randy Newman 12 Songs
- Phil Spector Back to Mono (1958–1969)
- Barbra Streisand Barbra Joan Streisand
- Steely Dan Pretzel Logic
- Traffic Welcome to the Canteen; The Low Spark of High Heeled Boys
- John Travolta Best of John Travolta
- Tom Waits The Heart Of Saturday Night
- Frank Zappa Apostrophe; Läther; Over-nite Sensation; The Guitar World According to Frank Zappa, Grand Wazoo Big Band Tour; Imaginary Diseases